# Giovanni Giorgi

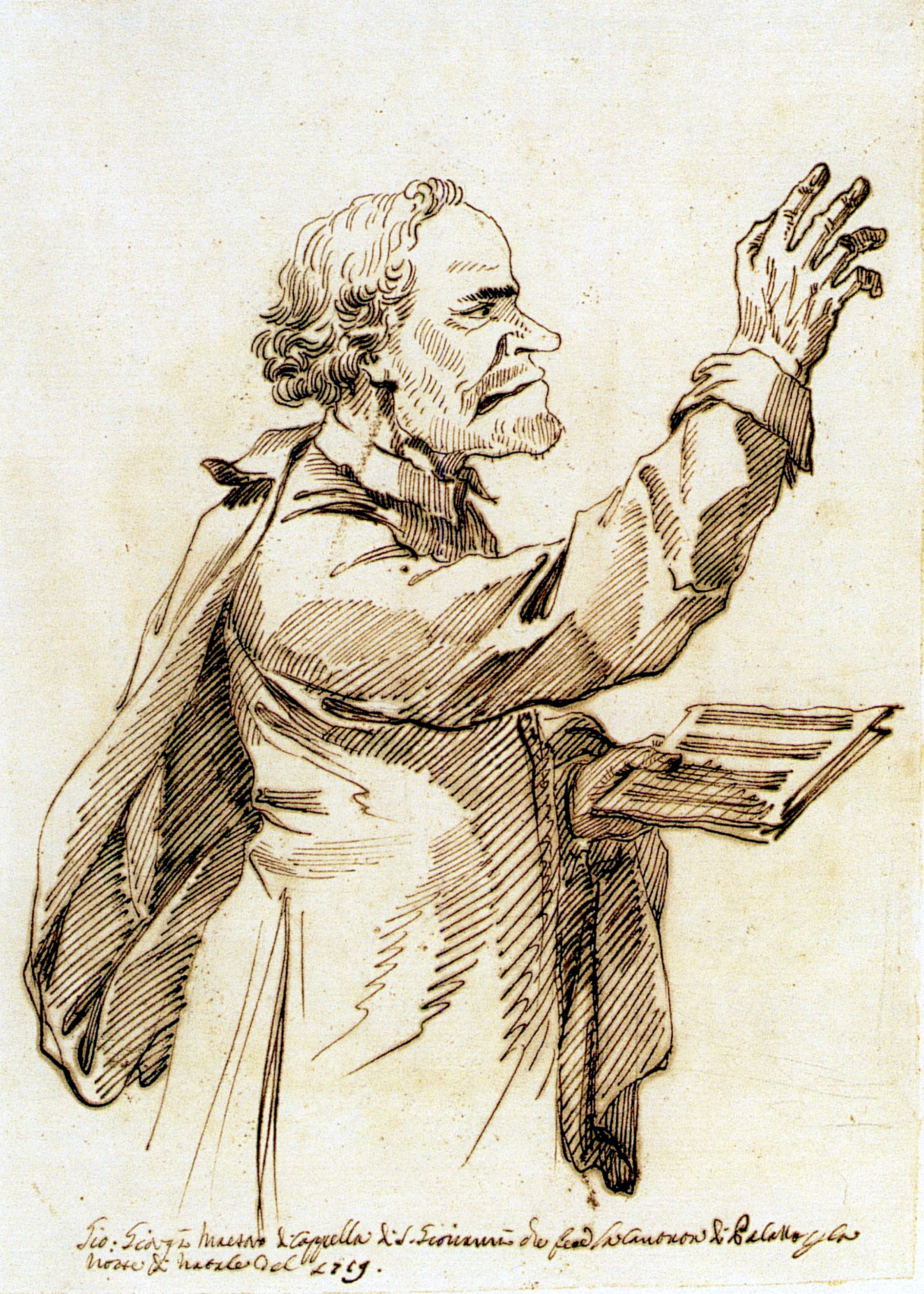
Giovanni Giorgi

Giovanni Giorgi (Venetië, eind 17e of begin 18e eeuw - Lissabon, juni 1762), ook bekend onder de Latijnse naam Joannis de Georgiis,  was een priester en een Italiaanse barokcomponist.

## Biografie
Over het leven van Giorgi zijn maar weinig details bekend. In 1719 werd hij benoemd tot "maestro di capella" aan de pauselijke basiliek van Sint-Jan van Lateranen in Rome, als opvolger van Giuseppe Ottavio Pitoni. Veel van zijn vroege composities werden geschreven tijdens zijn verblijf in Rome. In januari 1725 reisde hij naar Lissabon om daar de functie van "maestro di capella" te bekleden. Hij stierf in Lissabon in 1762.

## Stijl
Zijn stijl voor meerkorige kerkcomposities is zeer sterk beïnvloed door vroegere "Romeinse School"-componisten als Orazio Benevoli, maar zijn latere composities vertonen invloeden van de vroegklassieke stijl.

## Werken
Veel in Portugal geschreven composities zijn verloren gegaan na de aardbeving van Lissabon in 1755, maar er zijn zo'n 600 composities bewaard gebleven. Deze composities zijn te vinden in de archieven van Lateranen in Rome en van de Kathedraal van Lissabon. De meeste zijn vocale werken voor liturgisch gebruik. Een aantal -met name de latere werken- bevatten veel instrumentale delen.
Zijn overgeleverde werken zijn onder meer: 
- 162 motetten, sommige voor 2 tot 4 stemmen, ook een aantal van 8 of 16 stemmen.
- 33 massa-instellingen voor 2, 4, 8 en 16 stemmen, sommige met instrumentale delen
- 145 geleidelijke instellingen voor 2, 4 en 8 stemmen, sommige met instrumenten
- 137 antifonen voor 2 tot 4 stemmen, sommige met instrumentale delen
- 162 psalmen voor 4, 5 en 8 stemmen, sommige met orgel onderdelen
- 49 liederen voor 4 stemmen
- Klaagliederen voor 8 stemmen
- 5 cantates voor solo sopraan en orgel

- Biblioteca Nacional de España: XX1638201
- Bibliothèque nationale de France: cb147939798 (data)
- Gemeinsame Normdatei: 122781376
- International Standard Name Identifier: 0000 0001 1575 951X
- Library of Congress Control Number: nr89002478
- MusicBrainz: 148c0db3-a30a-44d2-bb3e-a20698404ad2
- Réseau des bibliothèques de Suisse occidentale: 02-A019084257
- SNAC: w6vx86vm
- Système universitaire de documentation: 157418006
- Virtual International Authority File: 160146094159700330569
- WorldCat: E39PBJt3RFpChgXBM3xbMy4THC